# Jens Peter Broch

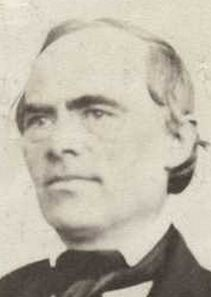

Jens Peter Broch, född den 6 november 1819 i Kristiansand, död den 15 mars 1886 i Kristiania, var en norsk orientalist, son till Johan Jørgen Broch, bror till Ole Jacob Broch.
Broch blev 1843 teologie kandidat och 1845 universitetsstipendiat i österländska språk, som han senare studerade under en utrikes resa 1853-55, företrädesvis i Leipzig och Paris. År 1863 upprättades för honom en extra ordinarie lektorsplats i semitiska språk vid Kristiania universitet, där han 1876 blev ordinarie professor. 
Hans speciella fack var arabiska, och han vann på detta fält ett europeiskt namn genom sin omsorgsfulla och mönstergilla upplaga av 
Zamachscharis grammatiska verk Al-Mufassal (1859; 2:a upplagan 1879), det första i Norge tryckta arabiska textverket, som han därför själv delvis måste sätta.